# Sabata
Sabata (Tiếng Ý: Ehi Amico... c'è Sabata, hai chiuso là một bộ Viễn Tây kiểu Ý do đạo diễn Gianfranco Parolini thực hiện năm 1969. Đây là phim đầu tiên trong bộ ba phim Sabata của Parolini, với ngôi sao Lee Van Cleef là nhân vật chính.

## Nội dung
Sabata, một người đàn ông ít nói, đến một thị trấn nhỏ ở Texas cùng lúc với một vụ cướp ngân hàng xảy ra. Sabata phát hiện ra rằng đó là một âm mưu của các nhà lãnh đạo thị trấn, những người muốn bán thị trấn cho ngành đường sắt. Stengel, người lãnh đạo thị trấn gửi những tên côn đồ khác nhau để giết Sabata, trong đó có một sát thủ tên là Banjo (tên này được đặt như vậy vì người này luôn mang bên người một cây đàn Banjo, giấu bên trong là một khẩu súng trường)

## Diễn viên
Lee Van Cleef vai Sabata
William Berger vai Banjo,
Ignazio Spalla vai Carrincha
Franco Ressel vai Stengel
Linda Veras vai Jane
Claudio Undari vai Oswald
Gianni Rizzo vai Judge O'Hara